# Stjærskatten
Stjærskatten er et depotfund bestående af omkring 19.000 mønter fra middelalderen, som blev fundet i 1803 i Stjær, Skanderborg Kommune. Det er et af de største fund af mønter fra middelalderen i Danmark.
Mønterne var muligvis alle slået under Erik Menved (regerede 1286-1319), og primært slået på Sjælland. Skatten er sandsynligvis nedlagt umiddelbart før 1320.
Kun 103 mønter blev udtaget til Møntkabinettet på Rosenborg, og resten er gået tabt.